# Crotalaria bongensis
Crotalaria bongensis är en ärtväxtart som beskrevs av Baker f.. Crotalaria bongensis ingår i släktet sunnhampor, och familjen ärtväxter. Inga underarter finns listade i Catalogue of Life.